# Institutionnalisme néolibéral
 (mars 2023).
Dans l'étude des relations internationales, l'institutionnalisme néolibéral est une approche théorique qui accorde une grande importance aux institutions au sein du système international, c'est-à-dire aux acteurs transnationaux (comme les ONG, le terrorisme, les flux…), en clair tout ce qui n'est pas l'État. Développé dans les années 1970 par les Américains Robert Keohane et Joseph Nye en réaction au réalisme, l'institutionnalisme néolibéral fait appel, comme son homonyme, le néolibéralisme dans le champ économique, à la théorie des jeux, mais ne doit pas être confondue avec celle-là. 
L'institutionnalisme néolibéral épouse certaines conceptions des réalistes (le système international est anarchique, l'État est l'acteur central, l'État est un acteur rationnel et égoïste), mais les modifie afin de mettre en évidence le rôle et l'influence des institutions.
Ainsi, les institutions — en poussant les États à se concerter — facilitent la coopération internationale en réduisant les incertitudes inhérentes à l'anarchie.  
L'institutionalisme néo-libéral ne partage pas de plus la conception réaliste selon laquelle la croissance d'une puissance s'effectue toujours au détriment d'une autre puissance ; il considère plutôt que cette croissance s'effectue sans affecter les autres puissances.